# アイダホ州知事
アイダホ州知事 (Governor of Idaho) は、アメリカ合衆国のアイダホ州の州知事である。
以下の一覧では、アイダホ準州時代の知事についても列挙する。

## 一覧

### 準州知事
| 氏名                            | 就任                              | 退任           | 任命者                     |
| ------------------------------- | --------------------------------- | -------------- | -------------------------- |
| ウィリアム・H・ウォレス         | 1863年7月                         | 1863年12月     | エイブラハム・リンカーン   |
| ケイレブ・ライオン              | 1864年8月1日                      | 1866年4月      | エイブラハム・リンカーン   |
| デイヴィッド・W・バラード       | 1866年6月14日                     | 1870年7月      | アンドリュー・ジョンソン   |
| サミュエル・バード              | 1870年3月30日任命                 | —              | ユリシーズ・グラント       |
| ギルマン・マーストン            | 1870年6月7日任命                  | —              | ユリシーズ・グラント       |
| アレクサンダー・H・コナー       | 1871年1月12日                     | —              | ユリシーズ・グラント       |
| トーマス・M・ボウエン           | 1871年7月                         | 1871年8月15日  | ユリシーズ・グラント       |
| トーマス・W・ベネット           | 1871年12月                        | 1875年12月4日  | ユリシーズ・グラント       |
| デイヴィッド・P・トンプソン     | 1876年4月                         | 1876年5月      | ユリシーズ・グラント       |
| メイソン・ブレイマン            | 1876年7月                         | 1880年7月24日  | ユリシーズ・グラント       |
| ジョン・P・ホイット             | 1878年6月8日任命 1878年8月7日任命 | —              | ラザフォード・ヘイズ       |
| ジョン・ボールドウィン・ニール  | 1880年8月3日                      | 1883年3月2日   | ラザフォード・ヘイズ       |
| ジョン・N・アーウィン           | 1883年4月                         | 1883年12月20日 | チェスター・A・アーサー    |
| ウィリアム・M・バン             | 1884年6月26日                     | 1885年7月3日   | チェスター・A・アーサー    |
| エドワード・A・スティーヴンソン | 1885年9月29日                     | 1889年4月1日   | グローバー・クリーブランド |
| ジョージ・シャウプ              | 1889年4月30日                     | 1890年7月3日   | ベンジャミン・ハリソン     |

### 州知事
| #  | 氏名                         | 就任           | 退任           | 政党   | 副知事                        |
| -- | ---------------------------- | -------------- | -------------- | ------ | ----------------------------- |
| 1  | ジョージ・シャウプ           | 1890年10月1日  | 1890年12月18日 | 共和党 | N・B・ウィリー                |
| 2  | N・B・ウィリー               | 1890年12月18日 | 1893年1月2日   | 共和党 | ジョン・S・グレイ             |
| 3  | ウィリアム・J・マコーネル    | 1893年1月2日   | 1897年1月4日   | 共和党 | F・B・ウィリス                |
| 3  | ウィリアム・J・マコーネル    | 1893年1月2日   | 1897年1月4日   | 共和党 | F・J・ミルズ                  |
| 4  | フランク・ストゥーネンバーグ | 1897年1月4日   | 1901年1月7日   | 民主党 | ジョージ・F・ムーア           |
| 4  | フランク・ストゥーネンバーグ | 1897年1月4日   | 1901年1月7日   | 民主党 | J・H・ハッチンソン            |
| 5  | フランク・W・ハント          | 1901年1月7日   | 1903年1月5日   | 民主党 | トーマス・F・テレル           |
| 6  | ジョン・T・モリソン          | 1903年1月5日   | 1905年1月2日   | 共和党 | ジェームズ・M・スティーヴンス |
| 7  | フランク・R・グッディング    | 1905年1月2日   | 1909年1月4日   | 共和党 | バーピー・スティーヴス        |
| 7  | フランク・R・グッディング    | 1905年1月2日   | 1909年1月4日   | 共和党 | エズラ・A・バレル             |
| 8  | ジェームズ・H・ブレイディ    | 1909年1月4日   | 1911年1月2日   | 共和党 | ルイス・H・スウィーツァー     |
| 9  | ジェームズ・H・ハーリー      | 1911年1月2日   | 1913年1月6日   | 民主党 | ルイス・H・スウィーツァー     |
| 10 | ジョン・M・ヘインズ          | 1913年1月6日   | 1915年1月4日   | 共和党 | ハーマン・H・テイラー         |
| 11 | モーゼス・アレクサンダー     | 1915年1月4日   | 1919年1月6日   | 民主党 | ハーマン・H・テイラー         |
| 11 | モーゼス・アレクサンダー     | 1915年1月4日   | 1919年1月6日   | 民主党 | アーネスト・L・パーカー       |
| 12 | D・W・デイヴィス             | 1919年1月6日   | 1923年1月1日   | 共和党 | チャールズ・C・ムーア         |
| 13 | チャールズ・C・ムーア        | 1923年1月1日   | 1927年1月3日   | 共和党 | H・C・ボールドリッジ          |
| 14 | H・C・ボールドリッジ         | 1927年1月3日   | 1931年1月5日   | 共和党 | O・E・ヘイリー                |
| 14 | H・C・ボールドリッジ         | 1927年1月3日   | 1931年1月5日   | 共和党 | W・B・キーン                  |
| 14 | H・C・ボールドリッジ         | 1927年1月3日   | 1931年1月5日   | 共和党 | O・E・ヘイリー                |
| 15 | C・ベン・ロス                | 1931年1月5日   | 1937年1月4日   | 民主党 | G・P・ミックス                |
| 15 | C・ベン・ロス                | 1931年1月5日   | 1937年1月4日   | 民主党 | ジョージ・E・ヒル             |
| 15 | C・ベン・ロス                | 1931年1月5日   | 1937年1月4日   | 民主党 | G・P・ミックス                |
| 16 | バージラ・W・クラーク        | 1937年1月4日   | 1939年1月2日   | 民主党 | チャールズ・C・ゴセット       |
| 17 | C・A・ボトルフセン           | 1939年1月2日   | 1941年1月6日   | 共和党 | ドナルド・S・ホワイトヘッド   |
| 18 | チェイス・A・クラーク        | 1941年1月6日   | 1943年1月4日   | 民主党 | チャールズ・C・ゴセット       |
| 19 | C・A・ボトルフセン           | 1943年1月4日   | 1945年1月1日   | 共和党 | エドウィン・ネルソン          |
| 20 | チャールズ・C・ゴセット      | 1945年1月1日   | 1945年11月17日 | 民主党 | アーノルド・ウィリアムズ      |
| 21 | アーノルド・ウィリアムズ     | 1945年11月17日 | 1947年1月6日   | 民主党 | A・R・マッケイブ              |
| 22 | C・A・ロビンズ               | 1947年1月6日   | 1951年1月1日   | 共和党 | ドナルド・S・ホワイトヘッド   |
| 23 | レナード・B・ジョーダン      | 1951年1月1日   | 1955年1月3日   | 共和党 | エドソン・H・ディール         |
| 24 | ロバート・E・スマイリー      | 1955年1月3日   | 1967年1月2日   | 共和党 | J・バークリー・ラーセン       |
| 24 | ロバート・E・スマイリー      | 1955年1月3日   | 1967年1月2日   | 共和党 | W・E・ドレヴロウ              |
| 25 | ドン・サミュエルソン         | 1967年1月2日   | 1971年1月4日   | 共和党 | ジャック・M・マーフィー       |
| 26 | セシル・D・アンドラス        | 1971年1月4日   | 1977年1月24日  | 民主党 | ジャック・M・マーフィー       |
| 26 | セシル・D・アンドラス        | 1971年1月4日   | 1977年1月24日  | 民主党 | ジョン・V・エヴァンス         |
| 27 | ジョン・V・エヴァンス        | 1977年1月24日  | 1987年1月5日   | 民主党 | ウィリアム・J・マーフィー     |
| 27 | ジョン・V・エヴァンス        | 1977年1月24日  | 1987年1月5日   | 民主党 | フィル・バット                |
| 27 | ジョン・V・エヴァンス        | 1977年1月24日  | 1987年1月5日   | 民主党 | デイヴィッド・H・リロイ       |
| 28 | セシル・D・アンドラス        | 1987年1月5日   | 1995年1月2日   | 民主党 | ブッチ・オッター              |
| 29 | フィル・バット               | 1995年1月2日   | 1999年1月4日   | 共和党 | ブッチ・オッター              |
| 30 | ダーク・ケンプソーン         | 1999年1月4日   | 2006年5月26日  | 共和党 | ブッチ・オッター              |
| 30 | ダーク・ケンプソーン         | 1999年1月4日   | 2006年5月26日  | 共和党 | ジャック・リッグズ            |
| 30 | ダーク・ケンプソーン         | 1999年1月4日   | 2006年5月26日  | 共和党 | ジム・スタイリッシュ          |
| 31 | ジム・スタイリッシュ         | 2006年5月26日  | 2007年1月1日   | 共和党 | マーク・リックス              |
| 32 | ブッチ・オッター             | 2007年1月1日   | 2019年1月7日   | 共和党 | ジム・リッシュ                |
| 32 | ブッチ・オッター             | 2007年1月1日   | 2019年1月7日   | 共和党 | ブラッド・リトル              |
| 33 | ブラッド・リトル             | 2019年1月7日   | （現職）       | 共和党 | ジャニス・マクギーチン        |